# Alberigo Evani
Alberigo Evani (Massa, 1963. január 1. –) olasz válogatott labdarúgó, edző.

## Pályafutása

### Klubcsapatban
Pályafutását a Milan ifjúsági csapataiban kezdte. A Milan játékosaként két másodosztályú bajnoki címet szerzett, melynek oka az 1980-as totóbotrány, miután csapatát kizárták, így az 1980–81-es szezont a B osztályban töltötték. A felnőtt csapatban 1981 október 11-én, 18 éves korában mutatkozhatott be egy Bologna elleni Serie A mérkőzésen. A szezon végén kiestek, de az 1982–83-as idényben ismét megnyerték a másodosztályt. 
1988-ban megnyerték az olasz bajnokságot és az olasz szuperkupát. Ezt követte két BEK (1988–89, 1989–90), két UEFA-szuperkupa (1989, 1990) és két interkontinentális kupa (1989, 1990) győzelem. Az 1989-es döntőben Evani szerezte a győztes találatot, amivel legyőzték 1–0-ra a kolumbiai Atlético Nacionalt és megválasztották a mérkőzés emberének is. Az 1991–92-es szezon végén ismét olasz bajnoki címet és szuperkupa győzelmet szerzett csapatával. Egy évvel később mindkét sorozatban megvédték a címüket.
1993-ban a Sampdoriahoz távozott, mellyel 1994-ben megnyerte az olasz kupát. Négy szezon után 1997-ben távozott a Serie B-ben szereplő Reggiana csapatához. Az aktív játéktól 1998-ban vonult vissza a Carrarese játékosaként.

### A válogatottban
1982 és 1984 között 6 alkalommal lépett pályára az olasz U21-es válogatottban és 1 gólt szerzett. Tagja volt az 1988. évi nyári olimpiai játékokon részt vevő válogatott keretének. 1991 és 1994 között 15 alkalommal szerepelt az olasz válogatottban és 1 gólt szerzett. Részt vett az 1994-es világbajnokságon. A brazilok elleni döntőben értékesítette a büntetőjét.

### Edzőként
2009 és 2010 között a San Marinó-i válogatott szövetségi kapitánya volt. 2010-től szövetségi edzőként dolgozik az olasz utánpótlás válogatottaknál (U18, U19, U20, U21).

## Sikerei, díjai

### Játékosként
Milan
- BEK (2): 1988–89, 1989–90
- Olasz bajnok (3): 1987–88, 1991–92, 1992–93
- Serie B (2): 1980–81, 1982–83
- Olasz szuperkupa (3): 1988, 1992, 1993
- UEFA-szuperkupa (2): 1989, 1990
- Interkontinentális kupa (2): 1989, 1990

Sampdoria
- Olasz kupa (1): 1993–94

Olaszország
- Világbajnoki döntős (1): 1994

## Külső hivatkozások
- Alberigo Evani – a FIFA adatbázisában
- Alberigo Evani adatlapja a National-Football-Teams.com oldalon (angolul)

- Alberigo Evani (angol nyelven). FootballDatabase.eu
- Alberigo Evani (angol nyelven). eu-football.info
- Alberigo Evani (olasz nyelven). figc.it, FIGC. [2015. december 25-i dátummal az eredetiből archiválva]. (Hozzáférés: 2018. február 20.)